# Перу на летних Олимпийских играх 1976
Перу принимала участие в Летних Олимпийских играх 1976 года в Монреале (Канада) в восьмой раз за свою историю, но не завоевала ни одной медали. Сборную страны представляли 13 женщин, принимавших участие в 2 видах спорта: волейбол и лёгкая атлетика.

## Результаты соревнований

### Волейбол
Женщины
- 1 Мерседес Гонсалес
- 2 Габи Карденьяс
- 3 Тереса Нуньес
- 4 Ирма Кордеро
- 5 Ана Сесилия Каррильо
- 6 Луиса Мереа
- 7 Делия Кордова
- 8 Сильвия Кеведо
- 9 Луиса Фуэнтес
- 10 Мария Дель-Риско
- 11 Мария Сервера
- 12 Мария Остоласа

Тренер:  Пак Ман Бок
ассистент: Хорхе Сато

### Лёгкая атлетика
Женщины
Беговые дисциплины
| Дисциплина                    | Спортсменка  | Предварительный раунд | Предварительный раунд | Предварительный раунд | Четвертьфиналы | Четвертьфиналы | Четвертьфиналы | Полуфиналы            | Полуфиналы            | Полуфиналы            | Финал                 | Финал                 |
| Дисциплина                    | Спортсменка  | Забег                 | Время                 | Место                 | Забег          | Время          | Место          | Забег                 | Время                 | Место                 | Время                 | Место                 |
| ----------------------------- | ------------ | --------------------- | --------------------- | --------------------- | -------------- | -------------- | -------------- | --------------------- | --------------------- | --------------------- | --------------------- | --------------------- |
| бег на 100 метров с барьерами | Эдит Ноэдинг | 4                     | 14,14                 | 5                     | Не проводится  | Не проводится  | Не проводится  | Завершила выступление | Завершила выступление | Завершила выступление | Завершила выступление | Завершила выступление |

Многоборье
| Дисциплина | Спортсменка  | Параметр  | 100 м с/б | ядро    | высота | длина | 200 м | Всего очков | Итоговое место |
| ---------- | ------------ | --------- | --------- | ------- | ------ | ----- | ----- | ----------- | -------------- |
| пятиборье  | Эдит Ноэдинг | Результат | 14,06 с   | 11,41 м | 1,64 м | —     | —     | 2415        | —              |
| пятиборье  | Эдит Ноэдинг | Очки      | 858       | 682     | 875    | —     | —     | 2415        | —              |
| пятиборье  | Эдит Ноэдинг | Место     | 14        | 15      | 16     | —     | —     | 2415        | —              |